# آلي هيوسون
أليسون هيوسون أو آلي هيوسون (بالإنجليزية: Ali Hewson)‏ (من مواليد 23 مارس 1961) هي ناشطة وسيدة أعمال إيرلندية. وهي متزوجة من المغني والموسيقي بول هيويسن، المعروف باسم بونو، المغني الرئيسي في فرقة الروك يو تو (U2).
نشأت في راهيني ‏، والتقت بزوجها المستقبلي في سن الثانية عشرة في مدرسة ماونت تيمبل، وتزوجته في عام 1982. حصلت على درجة البكالوريوس في السياسة وعلم الاجتماع من كلية دبلن الجامعية في عام 1989. لدى الزوجين أربعة أطفال معًا ويعيشون بين أيرلندا وفرنسا والولايات المتحدة. كانت مصدر إلهام العديد من أغاني "يو تو"، من بينها أغنية "الشيء الأكثر عذوبة" (Sweetest Thing).
انخرطت هيوسون في النشاط المناهض للطاقة النووية في تسعينيات القرن العشرين. سجلت بصوتها الفيلم الوثائقي رياح سوداء، أرض بيضاء ‏، وهو فيلم وثائقي أيرلندي صدر عام 1993 حول التأثيرات الدائمة لكارثة تشيرنوبيل، وعملت بشكل وثيق مع الناشطة آدي روش. وهي أحد رعاة مشروع أطفال تشيرنوبيل الدولي منذ عام 1994 وشاركت في عدد من بعثات المساعدة إلى المناطق المحظورة ذات الإشعاع العالي في بيلاروسيا. كما قامت أيضًا بحملة ضد مجمع سيلافيلد النووي، المنشأة النووية في شمال إنجلترا. وفي عام 2002، ساعدت في قيادة الجهود التي تم من خلالها إرسال أكثر من مليون بطاقة بريدية إلى رئيس الوزراء توني بلير وآخرين، تطالب بإغلاق الموقع. وقد ناقشت الصحف الشعبية هيوسون مرارًا وتكرارًا كمرشح محتمل للمناصب السياسية، ولكن لم تتحقق أي من هذه الاقتراحات.
هيوسون هي المؤسس المشارك لشركتين: خط الأزياء إيدون (EDUN) في عام 2005، ومنتجات العناية بالبشرة نود (Nude) في عام 2007. وقد واجه المشروع الأول، الذي كان يهدف إلى تعزيز التجارة العادلة مع أفريقيا، صعوبة في التحول إلى مشروع قابل للاستمرار. وقد قامت مجموعة إل في إم إتش (LVMH) الفرنسية باستثمارات كبيرة في كلتا الشركتين.

## النشأة
ولدت أليسون ستيوارت في 23 مارس 1961، وهي ابنة تيري وجوي ستيوارت. لديها شقيق أكبر، إيان، وابن أخيها، روس ستيوارت، وكلاهما يعيش في أستراليا. عائلة ستيوارت، التي كانت تقيم في ضاحية راهيني في الجانب الشمالي من دبلن، قامت بتربية أطفالها كبروتستانت. كان والدها عاملًا كهربائيًا متعلمًا ذاتيًا، ووفقًا لهويسون، كان "يتساءل باستمرار" عن الأشياء. كانت والدتها، التي كانت ربة منزل، تخطط لابنتها أن تعمل كسكرتيرة.
درس ستيوارت في مدرسة ماونت تيمبل. في سن الثانية عشرة، التقت بول هيويسن (بونو)، الذي كان في السنة السابقة في المدرسة. وذُكر أنه كان هناك إعجاب بينهما في سبتمبر 1974، توفيت والدة بول فجأة، مما تركه في حالة من التفكك العاطفي والصراع مع والده وشقيقه. وبعد فترة وجيزة، بدأت أليسون في رعاية هيويسون: تنظيف ملابسه، والمشي إلى المدرسة معه، والطهي له. في سبتمبر 1976، التقت هيويسون بأعضاء آخرين في الفرقة التي ستصبح فيما بعد "يو تو"؛ وتبنى أعضاء الفرقة ألقابًا، وسرعان ما أصبح هيوسون معروفًا باسم بونو. وفي نفس الوقت تقريبًا، بدأ هو وآلي، كما كانت تُعرف، في المواعدة، وسرعان ما أصبحا زوجين مستقرين. استغرق الأمر من آلي بعض الوقت للاستمتاع بموسيقى الفرقة، حيث كانت أذواقها الخاصة تتجه نحو التسجيلات التي نشأت على الاستماع لها والتي كان يملكها والدها لفرانك سيناترا ونات كينج كول.
في مرحلة ما، انفصل الثنائي، ولكن سرعان ما عادا إلى بعضهما البعض. أصبحت العلاقة أكثر جدية عندما رافقته في جهوده في تطوير مسيرته الموسيقية، وبحلول عام 1979 كانا يناقشان الزواج. وفي الوقت نفسه عملت في شركة تأمين السيارات وفي شركة الكهرباء التي يملكها والدها.

## الزواج والعائلة

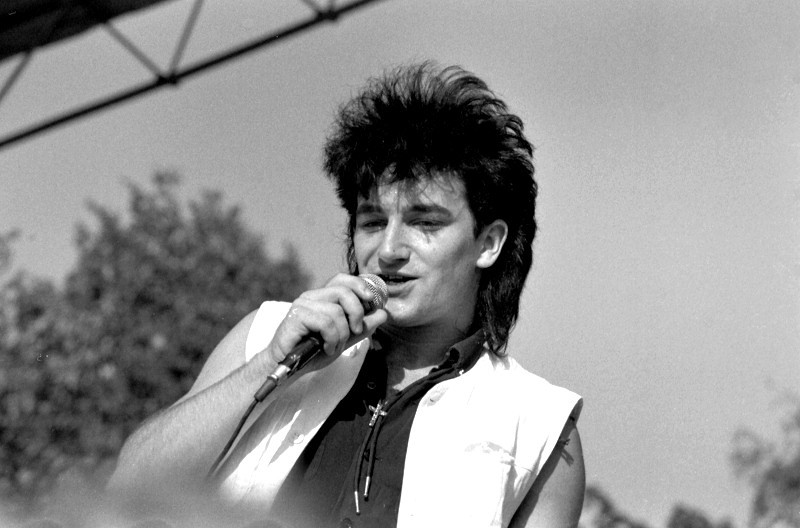
بونو في عام 1983، بعد عام من زواجه من أليسون

تزوجت أليسون من بونو في 31 أغسطس 1982 في حفل كنيسة في أيرلندا. بسبب ديونهما لشركة تسجيلات الفرقة، آيلاند ريكوردز، لم يتمكن الزوجان من تحمل تكاليف شهر العسل، لكن مؤسس الشركة كريس بلاكويل أعطاهما حق استخدام ضيعة العين الذهبية الذي يملكه في جامايكا. بعد عودتهما إلى أيرلندا، انتقل الزوجان إلى منزل صغير في هاوث، والذي تقاسماه مع بقية أعضاء فرقة "يو تو".
مع تحقيق الفرقة لشهرتها الواسعة من خلال جولة الحرب في عام 1983، لم تتمكن آلي من التكيف بسهولة مع الظروف الجديدة. بعد رؤيتها مع المجموعة في أحد الملاهي الليلية العصرية في هوليوود، علقت الصحفية إيثلي آن فاري أن آلي بدت "غير منتمية إلى مكانها مثل عاملة الألبان في بيت دعارة". وعلى الرغم من أنها كانت ترغب في أن تصبح ممرضة، إلا أن هيويسن تخلت عن الفكرة، حيث أن التعليم المكثف المطلوب كان غير متوافق مع الاتجاه الذي اتخذته حياة زوجها. بدلاً من ذلك، ركزت على الدراسة في العلوم الاجتماعية، لتكتسب القدرة على فهم السياسة الاجتماعية وإحداث فرق في حياة الناس. وبحسب وصف بونو نفسه، فقد مر الزواج بفترة من التوتر في عام 1986 بسبب الالتزامات الزمنية أثناء تسجيل المجموعة لأغنية شجرة جوشوا.
حصلت هيوسون على درجة في العلوم الاجتماعية والسياسة وعلم الاجتماع من كلية دبلن الجامعية في عام 1989 في سن 28 عامًا، أنجبت ابنتها الأولى، جوردان، قبل أسبوعين من امتحاناتها النهائية. وعلّقت الحصول على درجة الماجستير في الأخلاقيات السياسية والأخلاقية بعد ولادة ابنتهما الثانية، ممفيس إيف، في عام 1991. لاحقًا أنجب ولدين.
ابنتها إيف (المولودة عام 1991) ممثلة، وشاركت في أفلام هوليوودية من بينها: كفى حديثا (2013)، جسر الجواسيس (2015)، و/>روبن هود (2018).

## النشاط
في أواخر عام 1985، بعد مشاركة "يو تو" في حفل لايف آيد ‏، قضى بونو وهيويسون خمسة أسابيع كمتطوعين للمساعدات في أجيبار أثناء المجاعة التي عصفت بإثيوبيا في الفترة من 1983 إلى 1985. لقد رأت أطفالاً بلا ممتلكات ومعرضين لخطر الموت؛ وعلى الرغم من هذا، فقد بدوا لها أكثر حيوية روحياً من أولئك في أيرلندا الذين لديهم وسائل الراحة المادية ولكنهم بدوا مدللين وغير واعين روحيًا، مثل أطفالها. في عام 1986، سافر الزوجان إلى المناطق التي مزقتها الصراعات في نيكاراجوا والسلفادور في زيارة نظمتها منظمة شركاء البعثات في أمريكا الوسطى.

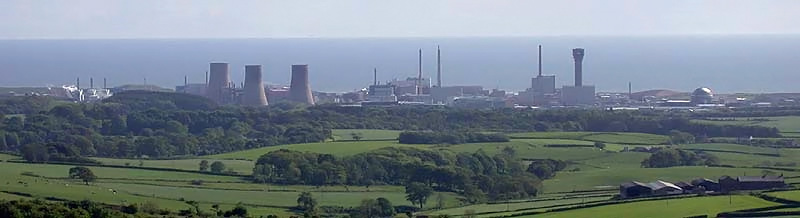
مجمع سيلافيلد، مع البحر الأيرلندي في الوراء

في عام 1992، شاركت هيوسون في احتجاجات منظمة السلام الأخضر ضد محطة سيلافيلد لإعادة معالجة النفايات النووية، والتي تقع عبر البحر الأيرلندي في كمبريا، إنجلترا. كانت مهتمة بشكل خاص بافتتاح مصنع إعادة معالجة أكسيد حراري قيد الإنشاء.  كانت على متن سفينة تابعة لمنظمة السلام الأخضر عندما قامت المنظمة بالقيام بـ "غارة" دعائية حيث هبط أعضاء الفرقة على الشاطئ في المصنع في قوارب مطاطية، لكنها قالت إنها لم تكن مسؤولة عن هذا الاحتجاج على وجه الخصوص.

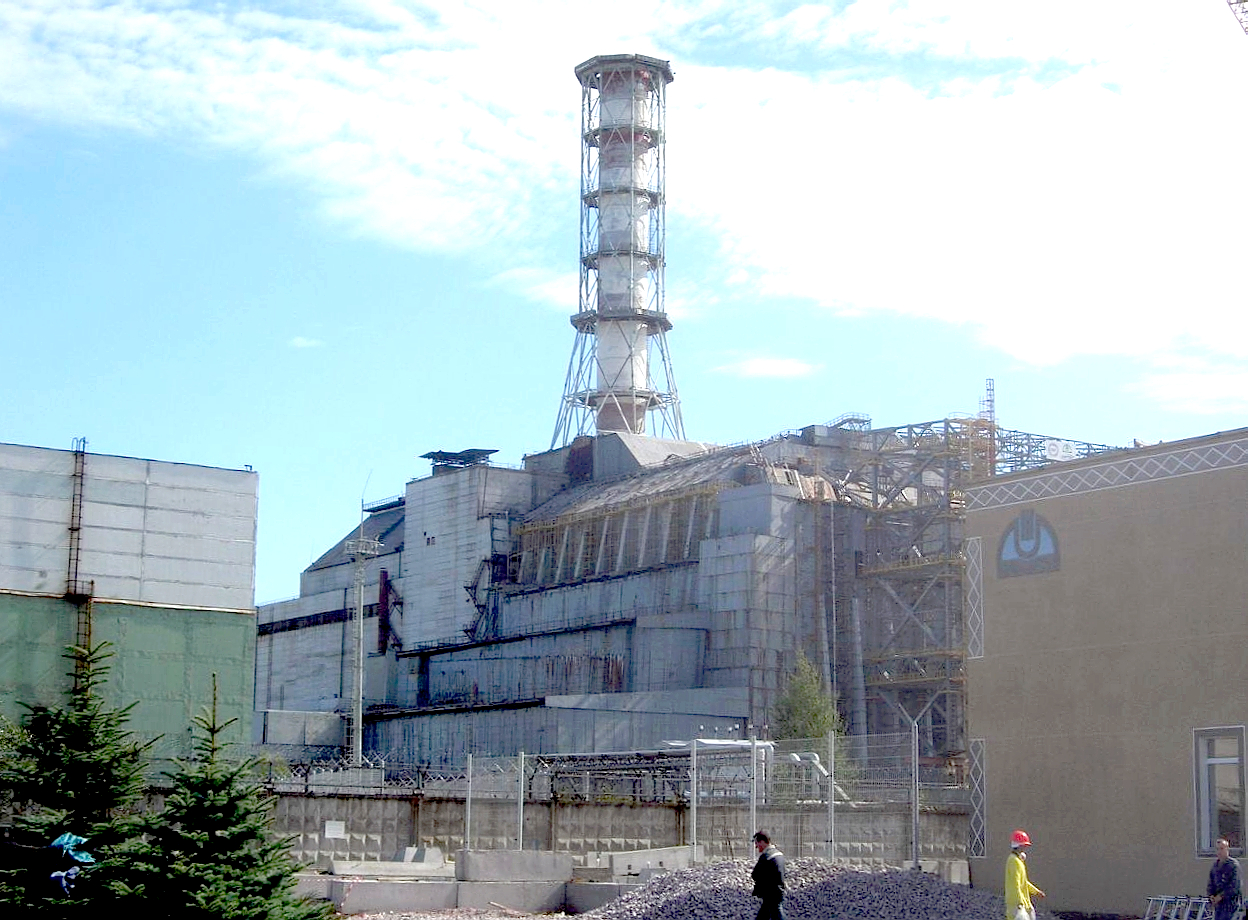
محطة تشيرنوبيل للطاقة في عام 2003

منذ عام 1994، كانت هيوسون أحد رعاة مشروع أطفال تشيرنوبيل الدولي، وهي منظمة أسستها وتديرها شركة روش والتي تعمل مع الأطفال والأسر والمجتمعات التي لا تزال تتأثر بتشيرنوبيل. على مدار السنين، قامت هيوسون بعشر رحلات على الأقل إلى بيلاروسيا ودول أخرى في المنطقة على الرغم من المخاطر التي قد تهدد صحتها. لقد قامت بتنظيم قوافل مساعدات برية وأحيانًا كانت تقود سيارات إسعاف مليئة بالإمدادات الطبية بنفسها؛ وفي إحدى الحالات كان عليها أن تتراجع بسرعة عندما انتشر حريق في قرية على بعد أميال قليلة من تشيرنوبيل. حرصت هيوسون على أن يلتقي أطفالها بأطفال من تشرنوبيل يعانون من تشوهات خلقية وأمراض أخرى، حتى يكون لديهم تقدير أوسع للعالم وما يجب أن يكونوا شاكرين له. وقالت إن جمع التبرعات للمتضررين أمر صعب للغاية، نظرًا لاعتقاد العديد من الناس أن مشاكل تشيرنوبيل أصبحت من الماضي.
كانت تدرك منذ البداية أن ظروفها ستجعلها عرضة لتعليقات من نوعية " السيدات اللاتي يتناولن الغداء " (والتي تُقال أحيانًا ضد النساء المتزوجات من رجال أثرياء رفيعي المستوى، والذين يشاركون في أنشطة خيرية)، لكنها قالت: "الأشخاص الذين ينتقدون هؤلاء النساء ربما يستسلمون للسخرية، وأعتقد أنه إذا أصبحت ساخرًا بشأن الحياة، فإنك تفقد المعنى الحقيقي لها". في عام 2007، أصبحت عضوًا في مجلس إدارة مشروع أطفال تشيرنوبيل الدولي، وهو الدور الذي من شأنه أن يمنحها صوتًا في صنع سياسات المنظمة. في عام 2009، قامت بتنظيم هبوط من برج إليسيان ‏ المكون من 17 طابقًا في كورك لجمع المال للمنظمة.
عادت إلى قضية سيلافيلد في عام 2002، مشيرة إلى أنه في حين لم يكن لدى أيرلندا محطات طاقة نووية، كانت بيلاروسيا المنطقة الأكثر تضررًا على الرغم من عدم وجود تشيرنوبيل فيها، وكان هذا "بالضبط ما يمكن أن يحدث في أيرلندا إذا حدث انفجار في سيلافيلد". بالإضافة إلى ذلك، كانت تخشى الانبعاثات المنخفضة المستوى المستمرة من سيلافيلد: "بدأت أتساءل عن مدى أمان [الأطفال] للعب على الشاطئ أو السباحة في البحر أو حتى أكل السمك". في أعقاب هجمات 11 سبتمبر 2001، نظرت أيضًا إلى مجمع سيلافيلد على أنه عرضة للإرهابيين.
في أبريل 2002، كانت هيوسون أحد قادة الجهود التي سلمت أكثر من مليون بطاقة بريدية تطالب بإغلاق المنشأة؛ وكان من بين المتلقين رئيس الوزراء البريطاني توني بلير، والأمير تشارلز، ونورمان أسكيو، رئيس شركة الوقود النووي البريطاني. (كانت الرسالة الموجهة إلى الأول تقول، "توني، انظر في عيني وأخبرني أنني في أمان.") وقد سلمت هي شخصيًا بطاقة بريدية عملاقة إلى بلير في 10 داونينج ستريت. وقد قامت حملة "أغلقوا سيلافيلد" بتوزيع بطاقاتها البريدية في متاجر سوبر ماركت سوبر كوين ودونيس، كما تواصلت هويسن علنًا مع شركة تيسكو عندما رفضت القيام بنفس الشيء. حظيت الحملة بدعم المشاهير، بما في ذلك رونان كيتنغ وسامانثا مومبا، كما ظهرت هيوسون في العديد من الصحف والإذاعات نيابة عنها.  كان هذا أول ظهور مطول لهيوسون أمام الجمهور، بعد عقدين من التركيز في الغالب على الحفاظ على خصوصيتها. كما أن نشاطها المستمر يعني أيضًا أنها لن تكون موجودة دائمًا لرعاية أطفال الزوجين.
وبينما كانت جهود البطاقات البريدية تصل إلى ذروتها، تكهنت الصحف الشعبية بأن حزب العمال يريد ترشيح هيويسون للانتخابات الرئاسية الأيرلندية لعام 2004، ونقلت صحيفة ديلي ميرور عن مصدر لم تكشف هويته من الحزب قوله: "إنها أم لأربعة أطفال ولكنها كانت دائمًا تهتم بقضايا العالم وستكون المرشحة المثالية". (نجح حزب العمال بمرشحته ماري روبنسون في انتخابات عام 1990 لكنه جاء في المركز الرابع مع روش في انتخابات عام 1997 ). صرحت هيوسون أنه لم يتم الاتصال بها، وأن "هذا ليس اقتراحًا جادًا. من الواضح أنه سيكون شرفًا كبيرًا إذا طُلب مني تولي مثل هذه المهمة الضخمة، ولكن من ناحية لست متأكدًا من أنني مؤهلة، ومن ناحية أخرى لدي أربعة أطفال صغار لتربيتهم أولاً". كما أعربت عن رضاها عن بقاء الرئيسة الحالية ماري ماكاليس لفترة أخرى. وأضافت مازحة أنها لا تستطيع أن تتخيل موافقة بونو على العيش في منزل أصغر. بعد عامين، ورد ذكر هيوسون في وسائل الإعلام باعتبارها مرشحة محتملة للحزب الاشتراكي العمالي في انتخابات البرلمان الأوروبي عام 2004 بعد تنحي جون هيوم. ظهرت فكرة ترشحها لمنصب رئيس أيرلندا مرة أخرى في عام 2008 بالتزامن مع انتخابات عام 2011. اعترضت هيوسون مرة أخرى قائلة إنها لا تتحدث اللغة الأيرلندية بشكل جيد بما فيه الكفاية، وأضافت هذه المرة مازحة أنها لا تستطيع أن ترى زوجها على استعداد للسير خلفها في المناسبات. لقد فاز المرشح الذي رشحه حزب العمال، مايكل د. هيغينز، بالمنصب. وعلى الرغم من هذه التكهنات، فإن هيوسون تتجنب عمومًا التعليق السياسي في وسائل الإعلام.
لطالما دعت هيوسون إلى إنشاء متحف للأطفال في أيرلندا، مستوحاة من تجربة إيجابية خاضتها بناتها في متحف دالاس للأطفال ‏ في منتصف التسعينيات. في عام 2003، تم الإعلان عن خطط لبناء ما يسمى بمحطة الاستكشاف كان من المقرر أن يكون مركز العلوم الموجه للأطفال مملوكًا لمؤسسة المتحف الأيرلندي للأطفال الخيرية، التي تأسست في عام 2006، وكانت هيوسون عضوًا في مجلس الإدارة بقيادة داني أوهير. قالت هيوسون، "نظرًا لأننا تقريبًا آخر دولة أوروبية في هذا المجال، فيمكننا التعلم من المتاحف المخصصة للأطفال والتي تعمل بالفعل والتوسع فيها". ومع ذلك، على مدى السنوات القليلة التالية واجه المركز العلمي تجاوزات كبيرة في التكاليف في مراحل التخطيط وتحقيق محتمل من جانب المفوضية الأوروبية في كيفية تعامل مكتب الأشغال العامة مع منح العقد الخاص به. وقد أدت آثار الأزمة المالية في عامي 2007 و2008 إلى توقف مشروع بوابة هويسن بأكمله.
في عام 2015، وقعت هيوسون على رسالة مفتوحة كانت حملة واحد ‏ تجمع التوقيعات عليها؛ وكانت الرسالة موجهة إلى أنجيلا ميركل ونكوسازانا دلاميني زوما، وحثتهما على التركيز على النساء أثناء عملهما كرئيستين لمجموعة الدول السبع في ألمانيا والاتحاد الأفريقي في جنوب أفريقيا على التوالي، والتي ستبدأ في تحديد الأولويات في تمويل التنمية قبل قمة الأمم المتحدة الرئيسية في سبتمبر 2015 والتي ستضع أهدافًا إنمائية جديدة للجيل.

## الأعمال
في عام 2005، شاركت هيوسون زوجها بونو والمصمم روغان جريجوري في تأسيس علامة الأزياء إيدون (EDUN). كان الهدف من ذلك هو المساعدة في إحداث تغيير إيجابي في أفريقيا من خلال علاقة قائمة على التجارة العادلة وليس من خلال المساعدات المباشرة. وكان الهدف الآخر من العلامة هو تقديم مثال أخلاقي في صناعة شعروا أنها استغلت عمالة الأطفال لفترة طويلة. قالت إنهم أرادوا "أن يظهروا أنه بإمكانك إنشاء عمل تجاري مربح حيث يتم التعامل مع الجميع بشكل جيد." لم تكن هيوسون مهتمة بشكل خاص بالموضة قبل هذا المشروع.
أكدت هيوسون أن شركة إيدون لابد أن تكون مربحة حتى يمكن اعتبارها شركة ناجحة، لكنها واجهت صعوبات في هذا الصدد. اعترفت لاحقًا بأن الزوجين كانا ساذجين بشأن ما يتطلبه الأمر لإنشاء شركة أزياء ناجحة. واجهت الشركة مشاكل تتعلق بجودة البضائع وأوقات التسليم من الموردين الأفارقة، كما توقفت معظم المتاجر التي كانت تحمل هذا الخط في الأصل عن استخدامه. وقد خسرت الشركة 9.7 مليون يورو في عام 2007 و12.8 مليون يورو في عام 2008، وعانت مع بقية قطاع الملابس من الأزمة المالية في عامي 2007 و2008.
بعد أن استثمر الزوجان 20 مليون دولار من أموالهما الخاصة في المشروع، باعا 49% منه إلى مجموعة إل في إم إتش الفرنسية في عام 2009. تم إعادة إطلاق الشركة وضمت شارون ووتشوب ‏ كمصممة رئيسية جديدة. بحلول عام 2010، قامت الشركة بتعهيد جزء كبير من تصنيع خط الأزياء الجديد الخاص بها إلى الصين، مما أثار بعض ردود الفعل السلبية، في حين ظلت الملابس الأكثر بساطة مصنوعة في أفريقيا. وقالت هيوسون إن حقائق الأعمال تجبرنا على اتخاذ هذا الإجراء، لكنها تأمل أن يتم إنجاز المزيد من العمل في أفريقيا في المستقبل. كرست هيويسن قدرًا كبيرًا من وقتها لإدارة الشركة، وقالت في عام 2011، "أعتقد أن [صناعة الأزياء] هي أصعب الأعمال التجارية على الإطلاق"، وعلى الرغم من العقبات والصراعات، "عليك فقط الاستمرار". ومع ذلك، ظل الاقتراح صعبًا، وخسرت إيدون 6.8 مليون يورو في عام 2011  و5.9 مليون يورو في عام 2012. صرحت عائلة هيوسون أن الشركة كانت في مرحلة الاستثمار وأنهم راضون عن خطة العمل الاستراتيجية الخمسية الجارية.
شاركت هيوسون، إلى جانب بريان ميهان ‏، في تأسيس شركة نود (Nude) للعناية بالبشرة - وهي شركة فاخرة للعناية بالبشرة الطبيعية. تأسست الشركة في عام 2007 بهدف الجمع بين المبادئ الأخلاقية والتغليف الصديق للبيئة والأنيق، مع منتج عالي الأداء يعتمد على البروبيوتيك وزيوت أوميجا.
في عام 2009، رفعت هيوسون دعوى قضائية في إنجلترا ضد ستيلا مكارتني لإصدارها ستيلا نود (Stella Nude)، وهو إصدار جديد من عطر ستيلا في شكل ماء تواليت، قائلة إن ذلك يرقى إلى انتهاك حقوق الطبع والنشر لمنتج نود الخاص بها. خسرت هيوسون في المحكمة العليا عندما حكم القاضي كريستوفر فلويد ضدها.
في فبراير 2011، اشترت شركة إل في إم إتش نسبة 70% من شركة نود. في العام التالي، قالت هيوسون إن كونهم جزءًا من شركة أكبر بكثير منحهم موارد البحث والتطوير التي كانوا يفتقرون إليها سابقًا ونهجًا أكثر تركيزًا للتسويق. وأضافت "لقد استغرق الأمر وقتًا أطول مما توقعنا للوصول إلى هنا. لكن لا يزال لدينا طموحات كبيرة جدًا للعلامة التجارية لتذهب إلى أبعد من ذلك بكثير". تتمتع هيويسون نفسها ببشرة شاحبة وشعر داكن للغاية، وترتدي القليل من المجوهرات، وتجنبت الجراحة التجميلية. وصفت صحيفة إيفينينج ستاندارد أسلوب هيوسون بأنه "نقيض البهرجة".
في 2016، بيعت شركة "نود" للشركة الأمريكية "بيوتي كاونتر"، وانضم بونو إلى الشركة كمستثمر وانضمت هيوسون إلى مجلس إدارة الشركة الأم "كاونتر بيوتي".

## هيوسون وفرقة يو تو

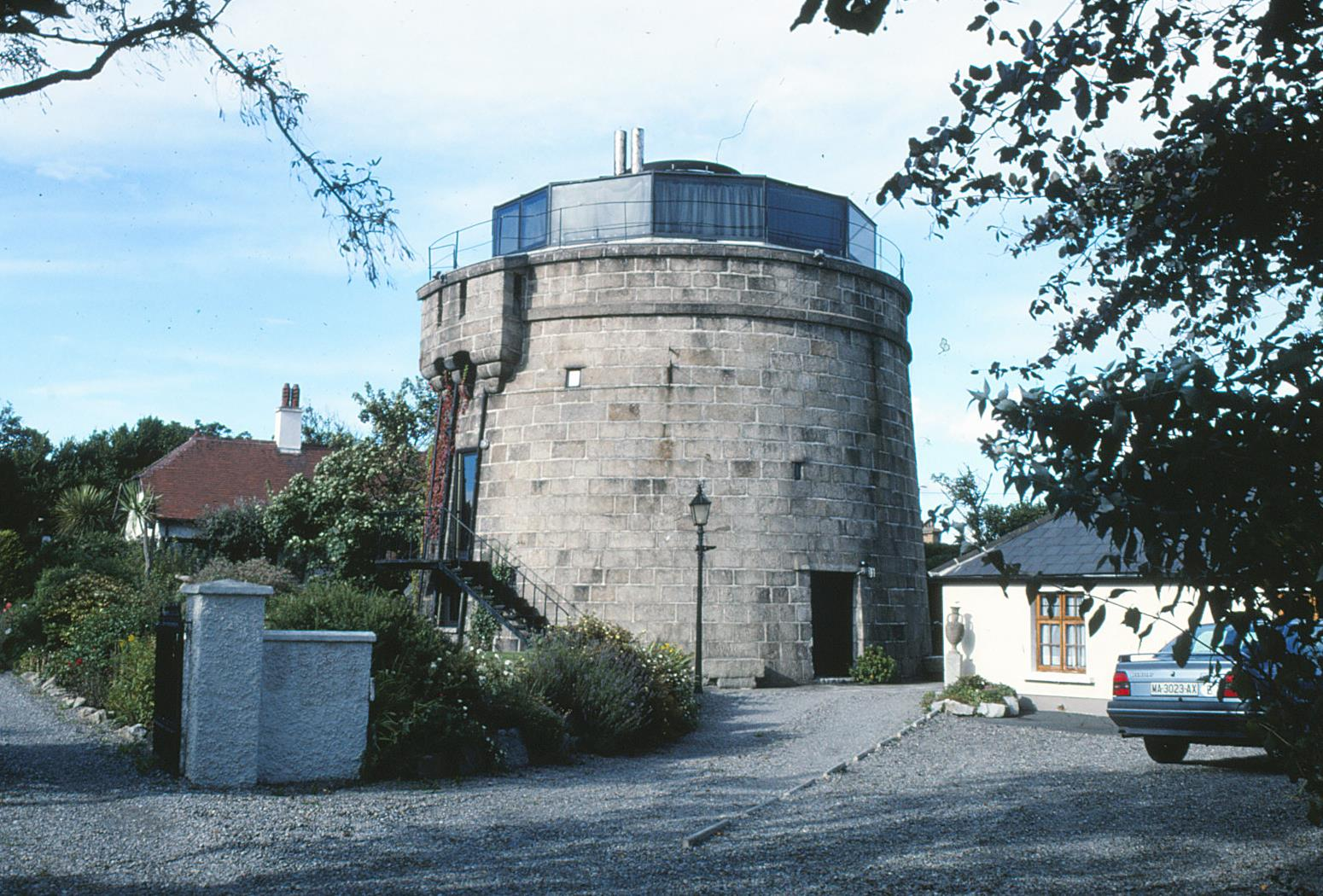
برج مارتيلو في براي، والذي تم تحويله إلى مسكن خاص، حيث عاش بونو وآلي في الثمانينيات

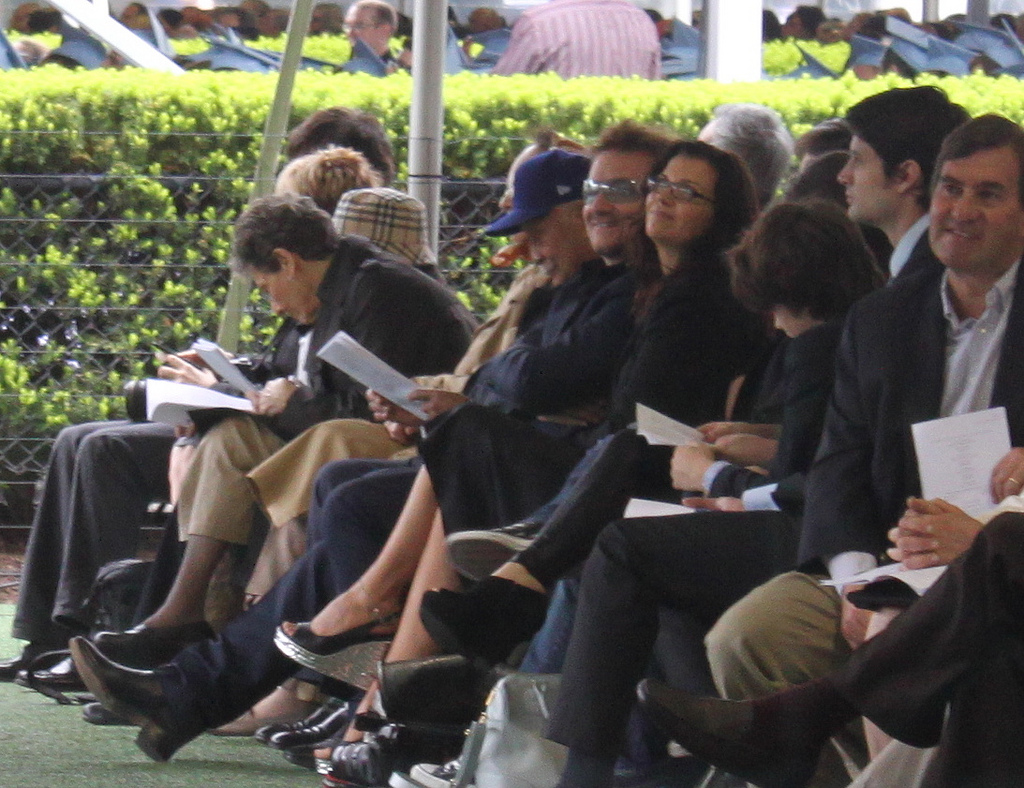
بونو وهيوسون في حفل تخرج ابنتهما في عام 2012

كانت آلي بمثابة مصدر إلهام - جزئي على الأقل - للعديد من أغاني فرقة يو تو، التي ألفها بونو، والتي تعود إلى أغنية "وقت آخر، مكان آخر" (Another Time, Another Place) من ألبومهم الأول "فتى" (Boy) عام 1980. ساعدت آلي بونو في تجاوز فترة انقطاعه عن كتابة الأغاني خلال الفترة التي سبقت ألبوم الحرب عام 1983، وخاصة في تأليف كلمات أغنية "الأحد الدامي". استوحت الموضوعات الشخصية في " يوم رأس السنة الجديدة "، من نفس السجل. حقق هذا الألبوم والجولة الحربية المصاحبة له نجاحًا ماليًا للفرقة، وانتقل بونو وآلي إلى برج مارتيلو المكون من ثلاثة طوابق وثلاث غرف في براي، جنوب دبلن. تعكس أغنية "نزهة" (Promenade) التي قدمتها المجموعة عام 1984 هذا الموقع والجوانب الروحية لرغبته فيها.
أُلفت أغنية "الشيء الأكثر عذوبة" (Sweetest Thing) لفرقة "يو تو" لآلي كهدية لها لأن بونو نسي عيد ميلادها أثناء التسجيل مع الفرقة خلال جلسات تسجيل أغنية "شجرة جوشوا". تم إصدارها في الأصل كأغنية جانبية في عام 1987، وتم إعادة تسجيلها لاحقًا وإصدارها كأغنية فردية من ألبوم أفضل الأغاني في عام 1998. وافقت هيوسون على الظهور في الفيديو الموسيقي للأغنية المنفردة طالما أن جميع العائدات منه ستذهب إلى مشروع أطفال تشيرنوبيل.
كتب بونو كلمات أغنية " كل ما أريده هو أنت" (All I Want Is You") عام 1988 كنوع من التأمل في فكرة الالتزام مع الشريك. قال لاحقًا، "من الواضح أنها تتعلق بنسخة أصغر مني وعلاقتي مع آلي"، وأضاف أنه بطبيعته كان متجولًا وليس رجل عائلة، وأن "السبب الوحيد لوجودي هنا هو أنني قابلت شخصًا غير عادي لدرجة أنني لم أستطع ترك ذلك." عادةً ما تحتوي كلمات أغاني يو تو على عدة مستويات محتملة للتفسير، وليس من الممكن دائمًا أن نعزو تأثير هيويسن عليها بشكل قاطع، لكن كاتب الموسيقى نيل ستوكس يعتقد أن الإلهام من هيويسون واضح في كامل ألبوم الفرقة "بوب" (Pop) لعام 1997، وخاصة في "التحديق في الشمس" (Staring at the Sun)، والذي يُعتقد أنه يعكس مشاركتها في مشروع أطفال تشيرنوبيل ومشاعر الخطر والأمل التي أثارها في بونو. يعتقد ستوكس أيضًا أن أغنية " عندما أنظر إلى العالم " التي صدرت عام 2000 هي اعتراف صريح بقوة هيوسون والتزامها كما تجلى في عمل تشيرنوبيل، بينما يعتقد آخرون أنها تتحدث عن يسوع أو الله. يبدو أن بونو يحاول تحريف هذه التفسيرات، قائلاً إن الأغنية هي في جزء منها نظرة صارمة لنفسه من عيون شخص فقد الإيمان. على أية حال، قال بونو إنه لا يشعر بأنه مقيد في كتاباته أو مقابلاته بما قد تفكر فيه هيوسون، لأنها "لا تقرأ الصحف. ولا تستمع إلى الراديو. هناك مسافة غامضة بيننا".
تعيش هيويسن وعائلتها في كيليني، في جنوب مقاطعة دبلن، في ضيعة تطل على البحر الأيرلندي والتي تم توسيعها من خلال شراء العقار المجاور. ومن بين الذين أقاموا في بيت الضيافة هناك بيل كلينتون وسلمان رشدي. مع زميله في فرقة يو تو، ذا إيدج، يمتلك الزوجان فيلا مكونة من 20 غرفة في إزي في الألب البحرية في جنوب فرنسا، حيث يختلط بونو وهيويسن غالبًا مع كبار المشاهير. كانت هيوسون على وجه الخصوص صديقة للعديد من عارضات الأزياء، وهو ما تستغله لصالحها عند حجز الأحداث الخيرية. بونو وهيويسن يمتلكان أيضًا شقة كبيرة في الجاني الغربي الشمالي لمنهاتن، والتي اشتروها من ستيف جوبز. بحلول عام 2011، تم تقدير ثروة الزوجين عند 572 مليون يورو.
في حين أثار زوجها مجموعة متنوعة من الاستجابات النقدية - بعضها سلبي - فإن تقييمات هيويسون كانت إيجابية بشكل عام، ووصفتها بأنها واقعية. إنها تعتبر نفسها "ليست زوجة نجم روك نموذجية". يُعتبر زواجهما واحدًا من أطول الزيجات استقرارًا في عالم الترفيه. يتعين عليها أن تتعامل مع التأثيرات النفسية لخروج زوجها من الجولة وإعادة تكيفه مع الحياة المنزلية. بعد جولة زوو التلفزيونية الممتدة في عامي 1992 و1993، والتي كانت مليئة بالإثارة الحسية وشخصيات المسرح البديلة لبونو، بدأ الزوجان استضافة غداء يوم الأحد في المنزل، لإنشاء شعور بالأنشطة المنتظمة والعادية. أصبحت الأسرة أيضًا من العناصر الثابتة في الخدمات الدينية يوم الأحد في كيليني، مع استمرار وجود رابطة المسيحية بين الزوجين. صرحت قائلةً: "ليس لدي أي رغبة في أن أكون نجمة"، وذلك بعد أن رأت تأثير الاهتمام العام المكثف على زوجها والناشطة آدي روش. على الرغم من أنها لا تحب أن يشار إليها باسم "زوجة بونو"، إلا أنها قالت، "[...] ليس لدي مشكلة كبيرة مع هويتي، لأنني شخص خاص جدًا، لذلك كنت دائمًا أترك بونو يتحمل العبء الأكبر من أي شيء كان يحدث. إنه سعيد بفعل ذلك.."

## الجوائز

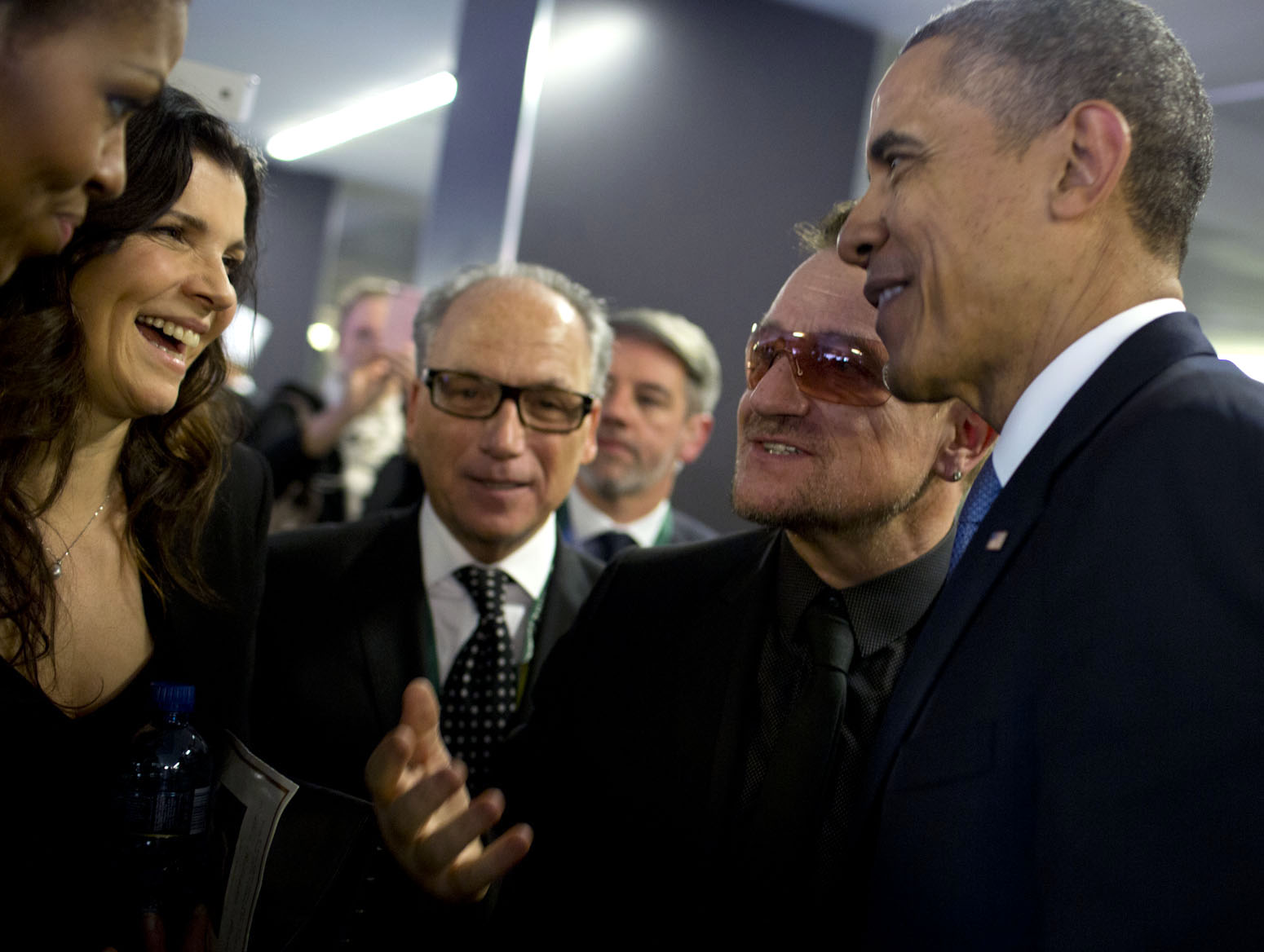
أليسون هيوسون مع باراك وميشيل أوباما وزوجها بونو، قبل حفل تأبين نيلسون مانديلا عام 2013

كانت أغنية " Time Is Ticking Out" التي قدمتها فرقة ذا كرانبيريز في عام 2001 مستوحاة من عمل هيوسون مع مشروع أطفال تشيرنوبيل.
في عام 2002، حصلت هيوسون على درجة الدكتوراه الفخرية في القانون من الجامعة الوطنية في أيرلندا عن عملها في القضايا البيئية، وخاصة مشروع أطفال تشيرنوبيل.
حصل بونو وهيوسون على جائزة تكريم خاصة من مجلس إدارة مجلس مصممي الأزياء في أمريكا في عام 2007 لعملهما الإنساني من خلال خط ملابس إيدون. كما تم التصويت لأليسون هويسون لتتصدر فئة المشاهير الأكثر جاذبية في استطلاع رأي أجراه موقع entertainment.ie عام 2008.
في 2015، حصلت هيوسون وآدي روش على جائزة الأميرة الإنسانية ضمن جائزة الأمير ألبرت، وذلك لجهودهما في مساعدة الأطفال المتأثرين بتشرنوبيل.